# イタリア証券取引所
イタリア証券取引所（イタリアしょうけんとりひきじょ、Borsa Italiana）は、イタリアのミラノにある、イタリア最大の証券取引所である。ミラノ証券取引所とも呼ばれる。現在はユーロネクストの子会社Borsa Italiana S.p.A.が運営している。

## 歴史
1808年1月16日に設立。以降1998年まで、国営企業として運営されていた。1998年に銀行団に売却され、2007年までその傘下で運営された。2007年10月1日にロンドン証券取引所グループに買収され同社の完全子会社となっていたが、2021年4月29日にユーロネクストによる買収を受け同社の子会社となった。

## 立会時間
主要な株式の通常取引時間は午前9時5分から午後5時35分までである。土曜、日曜および祝日は休場となる。
市場の種類によって取引時間は異なるので、詳細は取引所のサイトを参照のこと。

## 株価指数
イタリア証券取引所が発表する株価指数としては、イタリア国内の時価総額の8割を占める大型株40銘柄で構成されるFTSE MIB指数や、大型株・中型株・小型株の計224銘柄で構成されるFTSE Italia All-Share（イタリア全株指数）などがある。

## 所在地
- 住所：Piazza Degli Affari 6, 20123, Milan

アクセス
- ミラノ地下鉄M1線Cordusio駅